# Robin Storey
Robin Storey (* 1955 in Cumbria) ist ein britischer Musiker, Maler, Grafiker und Medienkünstler.

## Leben
Robin Storey wuchs in  Cumbria im äußersten Nordwesten von England auf. Als Kind verbrachte  er viel Zeit in der Natur und in den Landschaften seiner Heimat. Diese Naturerlebnisse wurden ihm  bis heute zur dauerhaften Inspiration. An der Schule begann er zu zeichnen und zu malen. 1973 studierte er Kunst am Carlisle College of Art and Design. Nach dem Grundstudium studierte er ab 1974 Kunst am Sunderland College of Art and Design, das er 1977 mit einem Bachelor of Arts abschloss.
In seiner Zeit an der Universität lebte er sehr zurückgezogen, hatte Depressionen und war zeitweise heroinabhängig. Von 1977 bis 1989 studierte und unterrichtete Storey dann Grafik und Buchdruck bei Charlotte Press in Newcastle upon Tyne. Charlotte Press war ein offener Künstlerworkshop, in dem fast alle künstlerischen Drucktechniken wie Radierung, Lithographie, Holzschnitt usw. unterrichtet wurden. Der Nachfolger dieses Projektes ist heute Northern Print. 1979 wurde Storey in Newcastle Mitbegründer der Industrial-Band Zoviet France. Von 1979 bis 1994 arbeitet er für regionale Medienunternehmen mal als Angestellter, mal auf selbständiger Basis. In dieser Zeit lernte er Techniken wie Kameraführung, Videoschnitt und Animation und begann als Medienkünstler zu arbeiten. Von 2003 bis 2004 besuchte er wieder die Hochschule  und erhielt einen Master in kreativer Musiktechnologie an der Universität von Newcastle. 2007 begann er einen Roman zu schreiben, der 2012 veröffentlicht werden soll.
Robin Storey lebt in der Nähe von Newcastle upon Tyne. Er ist verheiratet und hat zwei Kinder.

## Werk
Robin Storey arbeitet in der Regel gleichzeitig mit mehreren Medien, die sich dann gegenseitig ergänzen.  Er setzt sich dabei mit Geräuschen, der Natur, indigenen und prähistorischen Kulturen, Theorien über außerirdisches Leben und mit paranormalen Phänomenen auseinander. Bis zur Gründung von Zoviet France und später Rapoon stand bei Storey die  Malerei im Vordergrund, seither die Musik.

## Malerei und Grafik
Kennzeichnend für das Werk von Storey ist die Verwendung vieler ethnischer und spiritueller Symbole.
Nach seinem Studium der Kunst war Storey maßgeblich an der Gestaltung der Cover von Zoviet France beteiligt. Schon hier legte er sein Augenmerk darauf, dass der Inhalt der Musik seine Entsprechung in der Gestaltung des Tonträgers fand. Auch die Veröffentlichungen seines Soloprojektes Rapoon kreiert er alleine, die Verwendung von Symbolen tritt hier noch deutlicher in den Vordergrund.
Die Gemälde von Storey sind mit ihren zahlreichen Inspirationen aus der Natur und der Kultur indigener oder historischer Völker am ehesten dem Primitivismus oder dem abstrakten Expressionismus zuzurechnen. Seine Bilder wurden in den USA, der ehemaligen UdSSR, England, Norwegen und Deutschland ausgestellt.  Zwei seiner Werke hängen im Museum für moderne Kunst in Berlin, andere Gemälde im Pushkin Museum in Moskau.

## Medienkunst
Über Malerei und Grafik kam Storey zur Medienkunst. Mit dem Siegeszug von erschwinglicher und leistungsfähiger Computerhardware und Software in den 1990er Jahren rückte dieser Aspekt in den Vordergrund seines visuellen Schaffens. Storey produziert seine eigenen abstrakten Kurzfilme. Eine Auswahl von sechs Kurzfilmen erschien 2005 auf der DVD Alien Glyph Morphology unter seinem Bandnamen Rapoon.

## Musik
Robin Storey ist musikalischer Autodidakt. Zwar hatte er bereits früh ein großes Interesse an Musik, begann aber erst mit ungefähr 20 Jahren Musik zu machen. Mitte der siebziger Jahre tauchte er erstmals bei einer Band als Musiker auf: Bei den Phoenix Tapes von den Stone Premonitions wird er als Instrumentalist genannt.
An der Universität belegte er zu dieser Zeit Kurse in elektronischer und experimenteller Komposition bei Dave Pinder. Beeinflusst war Storey zu dieser Zeit von Musique concrète,  Karlheinz Stockhausen und von deutschen Krautrock-Bands wie Neu!, Can, Faust und Kraftwerk. Im Jahr 1979 war er Mitbegründer der avantgardistischen Industrial-Band Zoviet France. Dort blieb er ein einflussreiches Mitglied bis 1992. In diesem Jahr verließ er nach internen Streitigkeiten Zoviet France und gründete sein Soloprojekt Rapoon, welches bis heute über 40 Tonträger veröffentlicht hat. Zwei seiner Loops sind die bestverkauften bei Sony Media.
Neben seinem eigenen Projekt Rapoon arbeitet Storey mit zwei ehemaligen Kollegen von Zoviet France in der Formation Reformed Faction, mit Nigel Ayers von Nocturnal Emissions zusammen bei Hank and Slim und mit Andrew Diey bei The Cult of the Sun Moon.
Daneben kreiert Storey Soundtracks für Filme wie The Three Trials von Randy Greif und Effaced von Nadine Shamounki.
2011 produzierte Storey die Musik und die visuelle Gestaltung für eine Tanzaufführung von Johanna Devi im Londoner Bloomsbury Theatre.